# Краснохвостая куфия
Краснохвостая куфия, или бенгальская куфия (лат. Trimeresurus erythrurus) — вид ядовитых змей семейства гадюковых.
Вид распространён в Восточной Индии (Ассам, Мизорам, Сикким), Бангладеш, Мьянме.
Самцы достигают максимальной длины 57,5 см, самки крупнее и вырастают до 104 см. Общая окраска тела зелёного цвета. У самцов имеется светлая вентролатеральная полоса, которая присутствует или отсутствует у самок. Хвост светло-коричневый.